# Hydrelia plumbipicta
Hydrelia plumbipicta là một loài bướm đêm trong họ Geometridae.